# Kachinia
Kachinia is een geslacht van wantsen uit de familie van de Schizopteridae. Het geslacht werd voor het eerst wetenschappelijk beschreven door  Chen & Wang in 2018.

## Soorten
Het genus bevat de volgende uitgestorven soort:

- Kachinia cretacea Chen & Wang, 2018